# Codice ATC A03
Il codice ATC A03 "Farmaci per le malattie gastrointestinali funzionali" è un sottogruppo del sistema di classificazione Anatomico Terapeutico e Chimico, un sistema di codici alfanumerici sviluppato dall'OMS per la classificazione dei farmaci e altri prodotti medici. Il sottogruppo A03 fa parte del gruppo anatomico A, farmaci per l'apparato digerente e del metabolismo.
Codici per uso veterinario (codici ATCvet) possono essere creati ponendo una lettera Q di fronte al codice ATC umano: QA03... I codici ATCvet senza corrispondente codice ATC umano sono riportati nella lista seguente con la Q iniziale.
Numeri nazionali della classificazione ATC possono includere codici aggiuntivi non presenti in questa lista, che segue la versione OMS.

## A03A Farmaci malattie gastrointestinali funzionali

### A03AA Anticolinergici sintetici, esteri con ammine
A03AA01 Ossifenciclimina
A03AA03 Acamilofenina
A03AA04 Mebeverina
A03AA05 Trimebutina
A03AA06 Rociverina
A03AA07 Dicicloverina
A03AA08 Diexiverina
A03AA09 Difemerina
A03AA30 Piperidolato

### A03AB Anticolinergici sintetici, composti di ammonio quaternario
A03AB01 Benzilone
A03AB02 Glicopirronio bromuro
A03AB03 Ossifenonio
A03AB04 Pentienato
A03AB05 Propantelina
A03AB06 Otilonio bromuro
A03AB07 Metantelina
A03AB08 Tridiesetile
A03AB09 Isopropamide
A03AB10 Esociclium
A03AB11 Poldina
A03AB12 Mepenzolato
A03AB13 Bevonio
A03AB14 Pipenzolato
A03AB15 Diphemanil
A03AB16 Ioduro di (2-benzidrilossietil)dietil-metilammonio
A03AB17 Tiemonio ioduro
A03AB18 Prifinio bromuro
A03AB19 Timepidio bromuro
A03AB21 Fenpiverinio
A03AB53 Associazioni di Ossifenonio
QA03AB90 Benzetimide
QA03AB92 Carbacolo
QA03AB93 Neostigmina

### A03AC Antispastici sintetici, amine terziarie
A03AC02 Dimetilaminopropionilfenotiazina
A03AC04 Nicofetamide
A03AC05 Tiropramide

### A03AD Papaverina e derivati
A03AD01 Papaverina
A03AD02 Drotaverina
A03AD30 Moxaverina

### A03AE Antagonisti del recettore della serotonina
A03AE01 Alosetron
A03AE03 Cilansetron

### A03AX Altri farmaci per le malattie gastrointestinali funzionali
A03AX01 Fenpiprano
A03AX02 Diisopromine
A03AX03 Clorbenzoxamina
A03AX04 Pinaverio
A03AX05 Fenoverina
A03AX06 Idanpramina
A03AX07 Proxazolo
A03AX08 Alverina
A03AX09 Trepibutone
A03AX10 Isometeptene
A03AX11 Caroverina
A03AX12 Floroglucinolo
A03AX13 Silicone
A03AX14 Valetamato
A03AX30 Trimetildifenilpropilammina
A03AX58 Associazioni di alverina
QA03AX63 Associazioni di silicone
QA03AX90 Fisiostigmina
QA03AX91 Macrogol ricinoleato (NFN)

## A03B Belladonna e derivati

### A03BA Alcaloidi della Belladonna, amine terziarie
A03BA01 Atropina
A03BA03 Iosciamina
A03BA04 Tutti gli alcaloidi della Belladonna

### A03BB Alcaloidi della Belladonna, semisintetici, composti di ammonio quaternario
A03BB01 Scopolamina-N-butilbromuro
A03BB02 Metilatropina
A03BB03 Metillscopolamina
A03BB04 Fentonio
A03BB05 Cimetropio bromuro

## A03C Antispastici in associazione con psicolettici

### A03CA Anticolinergici sintetici in associazione con psicolettici
A03CA01 Isopropamide + psicolettici
A03CA02 Clidinio + psicolettici
A03CA03 Ossifenciclimina + psicolettici
A03CA04 Otilonium bromide + psicolettici
A03CA05 Glicopirronio + psicolettici
A03CA06 Bevonio + psicolettici
A03CA07 Ambutonio + psicolettici
A03CA08 Difemanile + psicolettici
A03CA09 Pipenzolato + psicolettici
A03CA30 Emepronio + psicolettici
A03CA34 Propantelina + psicolettici

### A03CB Belladonna e derivati in associazione con psicolettici
A03CB01 Metilscopolamina + psicolettici
A03CB02 Belladonna + psicolettici
A03CB03 Atropina + psicolettici
A03CB04 Metilomatropina + psicolettici
A03CB31 Iosciamina + psicolettici

## A03D Antispastici in associazione con analgesici

### A03DA Anticolinergici sintetici in associazione con analgesici
A03DA01 Tropenzilone + analgesici
A03DA02 Pitofenone + analgesici
A03DA03 Bevonio + analgesici
A03DA04 Ciclonio + analgesici
A03DA05 Camilofina + analgesici
A03DA06 Trospio + analgesici
A03DA07 Tiemonio ioduro + analgesici

### A03DB Belladonna e derivati in associazione con analgesici
A03DB04 Scopolamina-N-butilbromuro + analgesici

## A03F Procinetici

### A03FA Procinetici
A03FA01 Metoclopramide
A03FA02 Cisapride
A03FA03 Domperidone
A03FA04 Bromopride
A03FA05 Alizapride
A03FA06 Clebopride
A03FA07 Itropride
QA03FA90 Fisiostigmina